# Megabit
Megabit (skrót Mb lub Mbit) – używana w telekomunikacji jednostka informacji:
1 Mbit = 106 = 1 000 000 bitów
Przykładowe przeliczenia na inne jednostki:
8 Mb = 1 MB = 1000 kB
8000 Mb = 1000 MB = 1 GB
Zwykle jednak:
1 Mb = 1024 kb
8 Mb = 1MB = 1024 KB = 8192 kb
ponieważ IEC 60027-2 jest tylko propozycją stosowania, a nie standardem, natomiast już od zarania informatyki w tej dziedzinie nauki wykorzystywane są przedrostki dziesiętne w znaczeniu przedrostków binarnych.
Megabity są powszechnie używane do określania przepustowości łączy i szybkości transmisji danych, wyrażanej wówczas w megabitach na sekundę (w skrócie Mb/s, Mbit/s lub Mbps).
Podczas transmisji danych często używane są nadmiarowe bity kontrolne - szczególnie ma to miejsce przy transmisji asynchronicznej. Z tego też względu 1 bajt przesyłanej informacji wymaga transmitowania więcej niż 8 bitów. Zazwyczaj do każdych 8 bitów danych dołącza się 2 bity kontrolne (np. bit startu i bit stopu), co łącznie daje liczbę 10 bitów na każdy bajt transmitowanej informacji. W rzeczywistości do przesłania jednego bajta konieczne jest przekazanie jeszcze większej ilości informacji. Podczas transmisji danych w Internecie do komunikacji stosowane są protokoły komunikacyjne, które kapsułkują użyteczne informacje w pakietach z nagłówkami. Ich zastosowanie powoduje zmniejszenie efektywnego natężenia strumienia danych płynącego przez łącze, ale dzięki mechanizmom korekcji i detekcji błędów zapewniony jest wyższy poziom niezawodności transmisji, który jest niezbędny w wielu zastosowaniach.
Przykładowe przepustowości łączy:
- DSL – 0,5–15 Mbit/s
- Ethernet (10BASE-T) – 10 Mbit/s
- WiFi 802.11
  - wersja b – 11 Mbit/s
  - wersja g – 54 Mbit/s
  - wersja n – 300 Mbit/s
  - wersja ac – 500 Mbit/s lub 1000 Mbit/s
- Fast Ethernet (100BASE-TX) – 100 Mbit/s
- USB wersja 2.0 – 480 Mbit/s
- FireWire – 800 Mbit/s
- Gigabit Ethernet (1000BASE-T) – 1000 Mbit/s
- Thunderbolt – 40 000 Mbit/s (w przyszłości do 100 000 Mbit/s)[1]

Binarnym odpowiednikiem megabitu (Mb) jest mebibit (Mib), równy 220 bitów.